# Sojusz polsko-gruziński
Sojusz polsko-gruziński – krótkotrwałe przymierze pomiędzy II Rzecząpospolitą a Demokratyczną Republiką Gruzji. Projekt ten był popierany przez Józefa Piłsudskiego, który chciał włączyć Gruzję do federacji Międzymorze.
Polska oficjalnie uznała Gruzję 29 stycznia 1919 roku, jednak nieformalne stosunki zostały nawiązane już wcześniej. W marcu 1920 roku do Tbilisi przybyła misja specjalna RP na czele z Tytusem Filipowiczem, który 31 marca złożył listy uwierzytelniające ministrowi Eugeniuszowi Gegeczkoriemu. Dyskutowany był sojusz, według którego Polska miała przekazać Gruzji sprzęt wojskowy i amunicję, w zamian za co Gruzja zobowiązała się do podjęcia zbrojnej akcji przeciw Sowietom (zob. wojna polsko-bolszewicka). Na początku 1921 roku polska nieoficjalna placówka stała się już konsulatem RP, którego szefostwo objął Wiktor Białobrzeski. Sojusz nie doszedł do skutku z powodu udanej inwazji ZSRR na Gruzję (luty-marzec 1921) i stworzenia Zakaukaskiej Federacyjnej Socjalistycznej Republiki Radzieckiej.
Polska nie uznała aneksji Gruzji przez Sowietów i utrzymywała kontakty z osiadłym w Paryżu gruzińskim rządem emigracyjnym, wspomagając ruchy niepodległościowe w Gruzji (zob. prometeizm).
Dobre stosunki pomiędzy Polską a Gruzją spowodowały napływ emigrantów z Gruzji do Polski, m.in. byłych żołnierzy gruzińskiej armii, którzy wstąpili do polskiej armii (zob. gruzińscy oficerowie kontraktowi – Zachari Bakradze, Aleksander Czcheidze, Wiktor Łomidze, Walerian Tewzadze).